# San Juan de Ulúa
San Juan de Ulúa es una isla fortificada y sistema defensivo homónimo de la época novohispana del siglo XVI, situada en Veracruz, Estado de Veracruz, México.
Se trata de una fortificación de traza italiana que, tras su uso defensivo como puerto de Veracruz, el principal del virreinato de Nueva España, fue empleada como prisión y astillero en el siglo xix, y desde finales del siglo XX funciona como museo local del fuerte San Juan de Ulúa del Instituto Nacional de Antropología e Historia. 

## Etimología del nombre
Su nombre original en náhuatl era Chalchiwehkan. El 8 de abril de 1518 el capitán Juan de Grijalva, comandaba la segunda expedición de adelantamiento enviada desde la isla Fernandina, nombre que se dio durante algún tiempo a la isla de Cuba, por Diego Velázquez, gobernador de esta isla y que había recibido título de adelantado para esta región. Como todos, este adelantamiento incluía el descubrimiento, la exploración, la viabilidad de fundación de nuevas poblaciones, la conquista y naturalmente la búsqueda de oro.
Grijalva, tras descubrir y explorar en Tierra Firme la desembocadura del río que los aborígenes llamaban Río Tabasco nominó a esta región Tabasco y la expedición continuó por mar a lo largo de la costa hasta llegar a una isla que tenía casas de piedra y un templo. Continuó la expedición nuevamente hasta otra isla que los naturales llamaban Ulúa (del náhuatl: Olwah ‘poseedor de hule’‘olli, hule; -wah, poseedor de’). Grijalva, según la costumbre cultural y la política española de la época designada para América, añadió como nombre de pila el de San Juan al que ya tenía la isla, resultando en San Juan de Ulúa.

## Historia
Situada frente al actual puerto de Veracruz, su origen está ligado a la fundación de la Villa Rica de la Vera Cruz. La construcción de las fortificaciones fue planeada por los españoles al mando de Hernán Cortés el 22 de abril de 1519 en el contexto de la conquista y colonización de América y de los ataques piratas y corsarios de la época contra la Monarquía Hispánica. Las fortificaciones están construidas en el estilo conocido como traza italiana.
Bajo las órdenes del tlatoani Moctezuma Xocoyotzin, el gran mayordomo huasteco Pínotl, el mayordomo de Mictlancuauhtla, de nombre Yaotzin, el mayordomo de Teuciniyocan, de nombre homónimo, y los guías Cuitlapíltoc y Téntitl se acercaron al barco de Grijalva con el pretexto de comerciar para conocer las intenciones de los recién llegados. Después de intercambios comerciales, los españoles prometieron volver.
El 22 de abril de 1519, Hernán Cortés desembarcó en San Juan de Ulúa y el Domingo de Resurrección tuvo el primer contacto con el calpixqui de Cuextlan, llamado Teudile, y con el sacerdote de Yohualichan. Se intercambiaron regalos como símbolo de muestras de paz con el objetivo de conocerse. Los indígenas querían enterarse de las intenciones de los conquistadores españoles, y por su parte Cortés quería saber de la existencia de oro. Frente a la isla se ubicaba un pequeño poblado, hacia el año de 1519, el cual se levantó con las tablas de los mismos navíos que habían naufragado o de barcos inutilizados después de recorrer el Atlántico por muchas ocasiones, lo que le valió el nombre de la "Ciudad de Tablas".
La isla sirvió primeramente de abrigo y muelle para los galeones que traían mercancías y viajeros de España a la recién conquistada isla. Desde la fundación de este puerto se supo que la navegación para llegar a él era difícil por los constantes nortes y huracanes. A pesar de esto, se consideró que era el mejor resguardo contra demás peligros naturales y los piratas, precisamente por el sistema de arrecifes que actúa como una barrera protectora.
En 1524 se reporta la construcción del oratorio franciscano por parte de mano de obra esclava proveniente de Guinea (denominación del momento para los esclavos de la región del río Senegal y Sierra Leona). En 1526 tuvo lugar una rebelión de personas esclavizadas de la etnia wolof, causando daños graves a la isla.
Hacia 1535 se inició la construcción de los primeros fuertes, sobre todo con piedra de coral del lugar, con el fin de proteger del fondo a las embarcaciones por el mal tiempo, pero principalmente y junto con el desaparecido sistema de murallas y baluartes de la ciudad de Veracruz, para proteger a este importantísimo puerto de los ataques de piratas, corsarios y filibusteros. Con el paso del tiempo, San Juan de Ulúa se convirtió en la fortificación más formidable de su tiempo en esta parte del hemisferio.
El 23 de septiembre de 1568, sus muros fueron testigos de la batalla de San Juan de Ulúa en la que una armada de escolta, parte de la flota o Armada Española y a las órdenes del general Francisco Luján, batió a una flotilla de piratas corsarios ingleses bajo el mando de Francis Drake y John Hawkins.
Será durante el siglo XVII cuando la fortificación adquiera forma definitiva en torno a la que se realizarían distintas reformas. Así, a finales del seiscientos, el ingeniero Jaime Franck añadió a las torres y Muro de las Argollas tres cortinas y dos semibaluartes, dando lugar a un recinto cerrado. Esta obra sin embargo, nunca se consideró del todo funcional, sobre todo en la definición de los semibaluartes del frente terrestre, algo que comenzó a corregirse en las primeras décadas del siglo XVIII, cuando se documenta la presencia de ingenieros franceses, ahora como aliados, proponiendo construir baluartes enteros, de los que solo se realizaría entonces el baluarte de la Soledad. Con posterioridad a la guerra de los Siete Años, ingenieros como Manuel de Santisteban propondrán nuevas regularizaciones y sobre todo ampliar las obras exteriores en la serie de fortificaciones. Entre 1793 y 1796 se instaló en el baluarte de San Pedro el faro de San José. Se adquirió en Londres y fue el primer faro moderno de Nueva España y toda Hispanoamérica. Empleaba aceite como combustible, estaba dotado de lámparas sobre una base triangular de cristal y contaba con un mecanismo de reloj para emitir haces intermitentes.
Ya para comienzos del siglo XIX y al ser consumada la independencia mexicana del dominio de España en 1821, las fortificaciones se convirtieron en el último baluarte leal a la Monarquía Hispánica. Finalmente, las fortificaciones capitularon ante el ejército independentista de México el 23 de noviembre de 1825.
Durante este mismo siglo, en este lugar se defendió la soberanía de la nación mexicana y también se le dio otros usos diferentes al de su función original. Fue ocupada por el ejército francés en la Guerra de los pasteles en el año de 1838 y por las tropas estadounidenses durante la Invasión estadounidense llevada a cabo hacia 1847. Posteriormente fue transformada en prisión para políticos. 
El 17 de diciembre de 1861, según lo acordado en la Convención de Londres, tropas españolas ocupan la fortaleza y el puerto de Veracruz. En enero se les unirían británicos y franceses, quedando estos últimos a partir del 9 de abril de 1862, iniciándose la segunda intervención francesa. 
En 1882 se iniciaron las obras para transformar la fortaleza en Arsenal Nacional, dando lugar a importantes reformas para dar cabida a esta industria naval con servicio a la marina mercante y a la Armada mexicana. Entre las mejoras se encontraba un dique flotante autocarenante adquirido a Société Nouvelle des Forges et Chantiers de la Méditerranée por 800.000 pesos. Este astillero dinamizó la economía Veracruceña y estuvo a cargo de la Secretaría de Guerra y Marina. San Juan de Ulúa también fue sede del poder ejecutivo federal en 1915, cuando el entonces presidente, Venustiano Carranza, decide utilizar el edificio como sede de su gobierno durante escasos días. Ese año se decretó también el final del uso de San Juan de Ulúa como prisión. El dique flotante de hundió en 1923, construyéndose un dique seco en 1929. En 1942 se inauguró un nuevo dique en el que se construyó el buque mercante México, botado en 1958. Finalmente, el astillero fue desmantelado en 1962 y San Juan de Ulúa fue cedido al INAH.
Tras las obras de reacondicionamiento de 1975 se inauguró su museo, con excepción del baluarte San Crispín, que está ocupado por la Armada de México.

## La penitenciaría de San Juan de Ulúa
Durante su época como prisión, San Juan de Ulúa se convirtió en uno de los lugares más temidos de su época en el país. Si bien ya se utilizaban algunas de sus instalaciones como penitenciaría en la época colonial, no fue sino hasta la segunda mitad del siglo XIX cuando se destinó el inmueble a este uso.
Diversos personajes de la historia de México estuvieron en sus celdas, entre los que se puede nombrar a Fray Servando Teresa de Mier y a Benito Juárez. El personaje más famoso que estuvo aquí fue Jesús Arriaga, popularmente conocido como Chucho el Roto, muy famoso durante el gobierno de Porfirio Díaz, sobre todo porque logró escapar más de una vez de sus muros.
Quizá la más famosa leyenda que se dice se suscitó en las celdas de las fortificaciones fue la de La mulata de Córdoba, quien, según la conseja, para escapar de la Inquisición pintó en los muros de su celda un barco que zarpaba hacia el horizonte, en el cual escapó.

### Condiciones en 1914

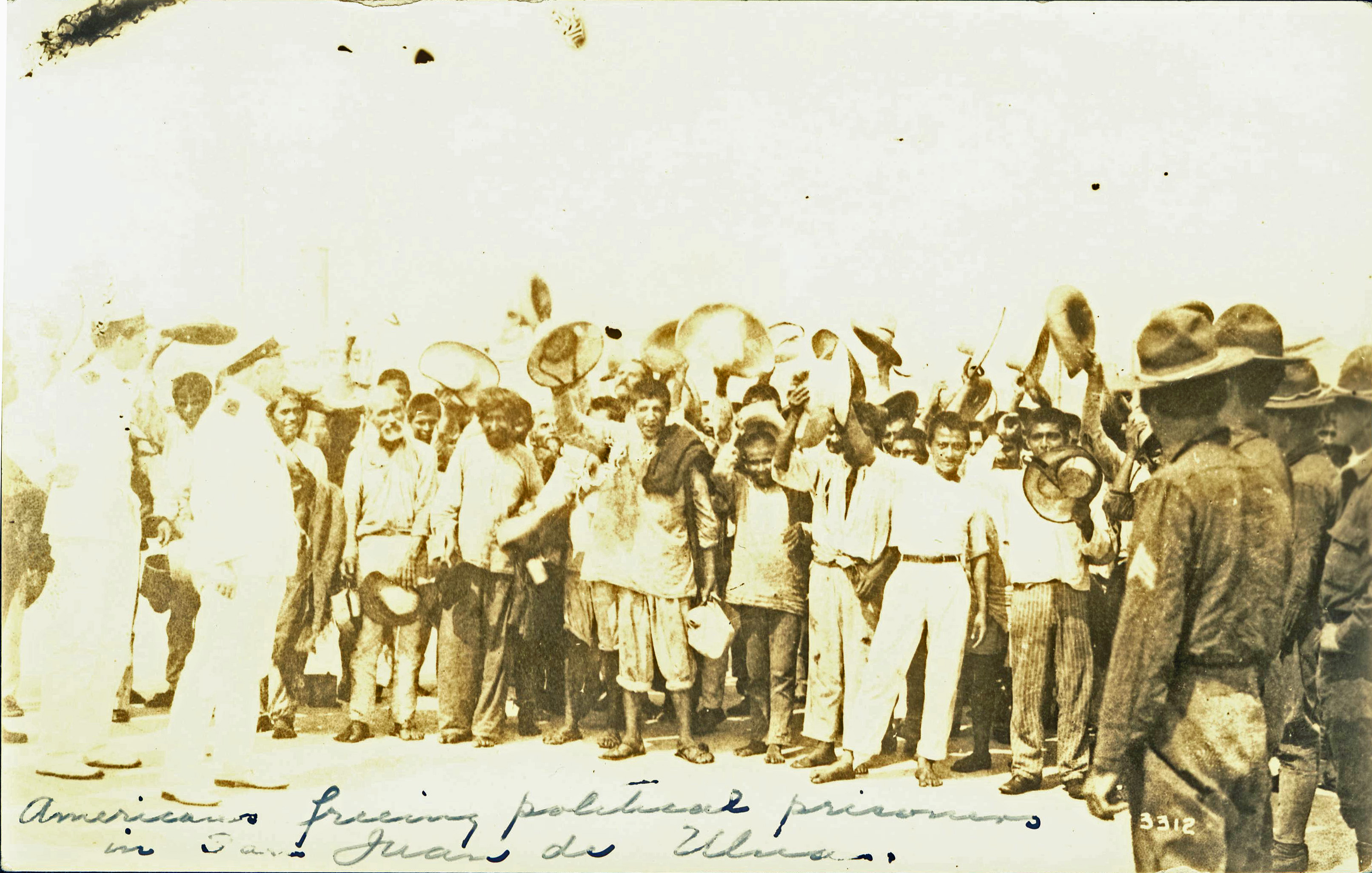
Estadounidenses liberando reclusos políticos en 1914.

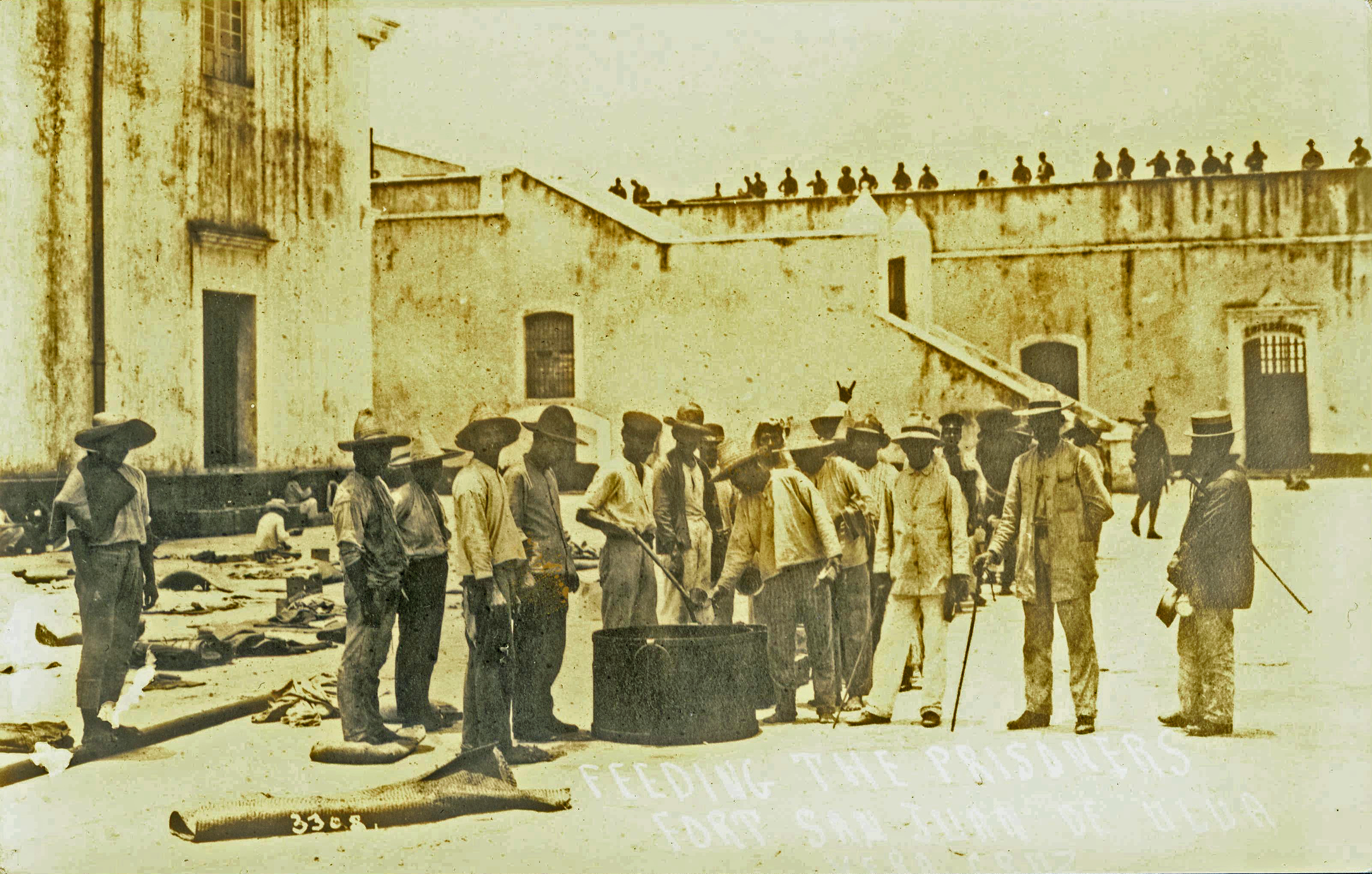
Estadounidenses liberando reclusos políticos en 1914 y de fondo San Juan de Ulúa.

El lugar más sucio en Veracruz, aunque no tan evidente a los ojos del público, era la cárcel de San Juan de Ulúa. Durante varios días después de que el puerto había sido ocupado, los estadounidenses no hicieron ningún intento de tomar las fortificaciones. Los estadounidenses con el cañonero Prairie se molestaron en izar y arriar la bandera mexicana anclado a pocos metros de distancia.
Después de tres días, sin embargo, un grupo de infantes de marina estadounidenses del North Dakota remó a la isla para hacerse cargo de la fortaleza. El comandante mexicano se rindió con agrado, pues casi se agotaban las fuentes de comida. Aseguraba que sus hombres no tenían nada que comer excepto frijol de la olla. Por orden del comandante de los infantes de marina, abrió las grandes puertas de hierro del área de las celdas.
Para los americanos, fue como si de repente un agujero se hubiera abierto hacia el Infierno de Dante. Varios cientos de hombres estaban acurrucados juntos, en una serie de celdas cavernosas, cada una de unos cuarenta pies [12 m] de largo y quince pies [4.5 m] de ancho. Los infantes de marina casi cayeron vencidos por el hedor y por los clamores maniáticos de los prisioneros. Los convictos estaban sucios y en harapos, pues cada hombre llevaba puesta la misma ropa que había traído con él.
Muchos tenían malaria y tuberculosis crónicas; casi todos tenían diarrea crónica u otras enfermedades gastrointestinales. La condición de los presos políticos, los hombres que habían tratado de escapar del servicio militar, era bastante mala. Pero en otro agujero, en donde estaban encarcelados los presos criminales, era aún más grave. Los hombres en su interior estaban como animales. No había baños en ninguna de las celdas, o en el área de celdas, y toda la prisión estaba infestada por ratas, cucarachas, arañas, y pulgas.
Por órdenes del general Funston los presos políticos fueron puestos en libertad. Algunos regresaron a sus hogares en diversas partes de la república; otros, que temían represalias por parte del gobierno de Huerta, prefirieron permanecer en Veracruz. Sólo los presos comunes que, a juicio del gobierno militar, habían sido justamente condenados, fueron mantenidos en custodia, y éstos fueron trasladados a mejores y más sanitarias instalaciones en la cárcel de la ciudad.
La limpieza de la prisión fue un trabajo más prodigioso que la del mercado, y necesitó el trabajo de infantes de marina, marineros y prisioneros durante varias semanas. Las paredes y los pisos fueron raspados, se trataron con vapor, se lavaron con creolina, y se enjuagaron con mangueras de alta presión. Las plagas de bichos fueron exterminadas con vapores de azufre; en total, los estadounidenses quemaron 1,200 libras de azufre. Tan sucias estaban las mazmorras más profundas que los presos que trabajaban allí, haciendo las tareas más nocivas, trabajaron por turnos para no tener náuseas por los olores. Como relato final cuando los agentes sanitarios estadounidenses quedaron finalmente satisfechos con las condiciones de la cárcel, las celdas fueron selladas. La fortaleza fue utilizada posteriormente como cuartel de los infantes de marina y soldados.

## Recorrido
San Juan de Ulúa actualmente es una fortaleza que los visitantes pueden recorrer acompañados de un guía que se encuentra en la entrada, durante el trayecto se puede conocer el primer faro de México, atravesar el puente del último suspiro, entrar al mismo lugar donde estuvo “'Chucho el roto'” y conocer todo sobre “La Mulata de Córdoba”.